# 프랫 앤 휘트니 F100

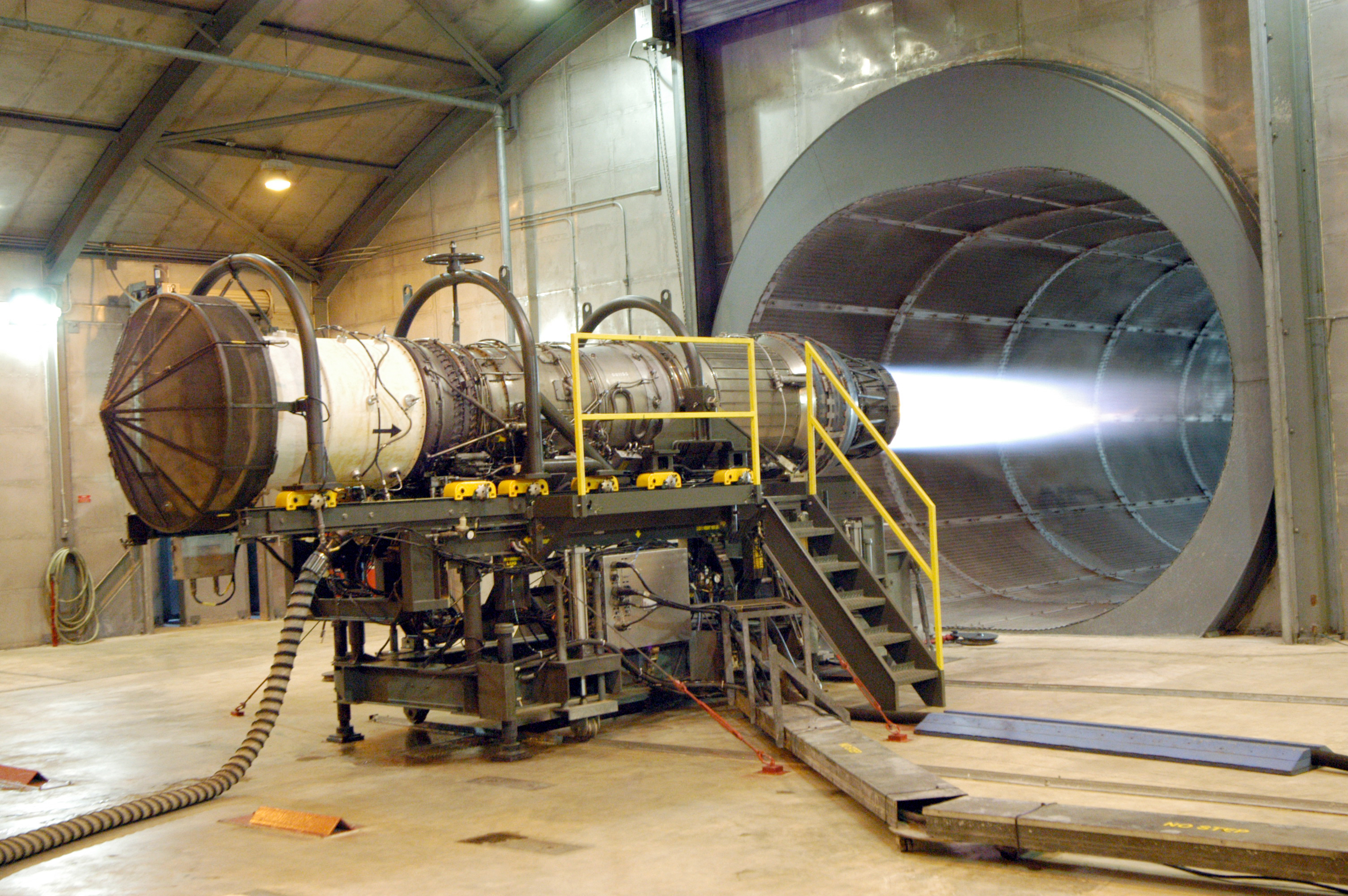
시험 중인 F100

프랫 & 휘트니 F100은 프랫 앤 휘트니에서 만든 후기연소기가 장착된 터보팬 엔진이며, F-15 이글 및 F-16 파이팅 팰콘에 사용되었다.

## 개발 역사
1967년, 미국 해군 및 미국 공군이 공동으로 F-14 톰캣과 F-15 이글 전투기용 엔진의 제안서를 공모하였다. 이 프로그램은 "Advanced Turbine Engine Gas Generator (ATEGG)"로 불렸으며, 그 목표는 추력은 높이고 무게는 감량하여 추력 대 무게 비 9를 달성하자는 것이었다. 제안 요구 이후 이 프로그램에서는 프랫 앤 휘트니 사를 선정하여 F100-PW-100 (미국 공군) 및 F401-PW-400 (미국 해군) 생산을 위한 계약을 체결하게 된다. 해군은 주문을 중단하였으며, 이후 주문을 취소하고 제너럴 다이내믹스 사의 F-111에 사용된 프랫 앤 휘트니 사의 TF30 엔진을 F-14에 사용하였다.

## 파생형

#### F100-PW-100
F100-PW-100은 1972년에 F-15에 장착되어 처음 비행하였으며, 23,930 lbf의 추력을 내었다. 엔진 및 기체에 첨단 기술을 많이 적용하였는데 이러한 기술의 운용적 측면의 미숙함으로 인하여, 운용 초기에는 마모, 스톨(stall), 후기연소기의 hard start 등 문제가 많았다.
F100은 당시 기술로는 최첨단에 서 있는 것으로 인정되었으며, RAND Corporation이 연구한 바에 의하면 "당시 기술에서 4년 앞선 엔진"이라고 하였다.

#### F100-PW-200
F100-PW-200은 F-16 파이팅 팰콘에 장착되어 배치되었으며, 이는 PW-100과 큰 차이가 없었다. 미국 공군은 가격을 절감하는 길을 찾고자 Alternative Fighter Engine (AFE) 프로그램을 1984년에 시행하였으며, 이 프로그램에서는 경쟁에 의해 엔진 계약을 하기로 하였다. F-16C/D Block 30/32s는 제너럴 일렉트릭 사의 F110 엔진도 장착 가능하도록 공통 엔진 베이를 적용하여 건조된 첫 번째 기체이다.

#### F100-PW-220/220E
F100-PW-220은 디지털 전자 제어의 정밀 제어 및 진보된 정비 기능, 금속 및 열전달의 진보에 따른 향상된 내구성 및 신뢰성 등 가장 진보된 기술을 도입하였다. 이 모델은 1986년에 도입되었으며, F-15와 F-16 모두에 장착이 가능하였다.

#### F100-PW-229
F100-PW-229에는, F-22 랩터 및 F-35 라이트닝 II를 위한 프로그램인 F119 및 F135 프로그램에서 개발한 기술을 사용하여 첨단 터빈 소재, 냉각 기술, 압축기 공기역학, 전자 제어 등의 기술이 도입되었다. 최초의 F100-PW-229는 1989년에 비행하였으며, 29,160 lbf의 추력을 낸다.

## 제원
- 형식 : 후기연소기가 장착된 터보팬
- 길이 : 191 in (4,851 mm)
- 직경 : 46.5 in (1,181 mm)
- 무게 : 3,740 lb (1,696 kg)
- 압축기 : 3단 팬 및 10단 압축기로 이루어진 축류 압축기
- 바이패스 비 : 0.36:1
- 터빈 : 2단 저압 터빈 및 2단 고압 터빈
- 추력
  - 17,800 lbf (79.1 kN) (후기연소기를 켜지 않았을 경우)
  - 29,160 lbf (129.6 kN) (후기연소기를 켰을 경우)
- 압축비 : 32:1
- 비연료소모율
  - 0.76 lb/(lbf·h) (77.5 kg/(kN·h)) (후기연소기를 켜지 않았을 경우)
  - 1.94 lb/(lbf·h) (197.8 kg/(kN·h)) (후기연소기를 풀가동했을 경우)
- 추력 대 무게 비 : 7.8:1 (76.0 N/kg)

## 같이 보기
- 제너럴 일렉트릭 F110
- 클리모프 RD-33
- WS-10

## 참고 문헌
1. ↑  Davies, Steve. Combat Legend, F-15 Eagle and Strike Eagle. London: Airlife Publishing, Ltd., 2002. ISBN 1-84037-377-6.
2. ↑  RAND. Birkler, J. L., J. B. Garfinkle, and K. E. Marks. Development of Cost Estimating Relationships for Aircraft Turbine Engines. Santa Monica, Calif. N-1882-AF. 1982.